# Desmodium alamanii
Desmodium alamanii är en ärtväxtart som beskrevs av Dc. Desmodium alamanii ingår i släktet Desmodium och familjen ärtväxter. Inga underarter finns listade i Catalogue of Life.